# La Ferrière (Vendée)
La Ferrière  ist eine französische Gemeinde mit 5411 Einwohnern (Stand 1. Januar 2022) im Département Vendée in der Region Pays de la Loire; sie gehört zum Arrondissement La Roche-sur-Yon und zum Kanton Chantonnay. Der Ort La Ferrière entstand in der spätrömischen Zeit als Thermelières. Die Einwohner/Einwohnerinnen nennen sich «Ferriérois» / «Ferriéroise(s)».

## Geografie
La Ferrière wird vom Fluss Yon entwässert, der zunächst das Gebiet in nordwestlicher Richtung quert und dann an der westlichen Gemeindegrenze nach Süden verläuft.
Die Gemeinde liegt an der Nationalstraße 160, die den Ort mittig durchquert. Die Autobahn 87 passiert das östliche Gemeindegebiet. Der Flughafen Les Ajoncs («Aérodrome de La Roche-sur-Yon – Les Ajoncs») befindet sich in fünf Kilometer Entfernung, die Atlantikküste («Côte Vendéenne») ist im Mittel 50 Kilometer entfernt.
Zur Agglomeration gehören:
- La Roche-sur-Yon,
- Les Essarts,
- Dompierre-sur-Yon,
- La Merlatière,
- Saint-Martin-des-Noyers,
- La Chaize-le-Vicomte.

## Geschichte
Der heutige Name des Ortes entstand im Mittelalter und leitet sich aus der lateinischen Bezeichnung für Eisen (ferrum) ab, das hier aus Eisenerz gewonnen wurde. Der Abbau des Minerals erfolgte in Bergwerken im damaligen Dorf Thermelières. Historiker glauben, dass die Ortschaft von den Römern gegründet wurde, als sie ihre ersten Siedlungen in Gallien besuchten und die örtlichen Bodenschätze abzubauen und zu verarbeiten begannen. Man fand in der Nähe der Bergwerke Reste von Schlacke, wie sie bei der Roheisengewinnung anfällt.

## Verwaltung
Der Gemeinde steht ein Bürgermeister (frz. «Maire») vor, der für sechs Jahre gewählt wird. Der Gemeinderat besteht aus insgesamt 27 Personen. Im Zeitraum 1995 bis 2008 leitete Marcel Rivière die Geschicke von La Ferrière, danach wurde Yves Auvinet gewählt, der der Rechtsbewegung angehörte.
Das für Werbezwecke geschaffene Logo von La Ferrière zeigt zwei umeinander verschlungene Straßen in Dunkelrot, in deren Mitte die Kirche und ein weiteres Gebäude angedeutet sind. Die beiden Straßenbänder symbolisieren die Nationalstraßen 160 und 101, die den historischen Anger umgeben.

## Partnergemeinde
La Ferrière unterhält seit 1997 mit der deutschen Gemeinde Wandlitz eine Partnerschaft.

## Einwohner
| Jahr      | 1962  | 1968  | 1975  | 1982  | 1990  | 1999  | 2004  | 2006  | 2008  | 2009  |
| --------- | ----- | ----- | ----- | ----- | ----- | ----- | ----- | ----- | ----- | ----- |
| Einwohner | 2.007 | 2.009 | 2.393 | 3.361 | 3.765 | 3.943 | 4.286 | 4.301 | 4.625 | 4.784 |

Quellen: Calendrier de recensement. Abgerufen am 13. Mai 2011. Angaben bis 2006 Des villages de Cassini aux communes d’aujourd’hui. Base Cassini de l’École des hautes études en sciences sociales, abgerufen am 13. Mai 2011.
Eine stetige Zunahme der Einwohnerzahlen ist feststellbar, unterbrochen von Kriegen (1872, 1921, 1946). Seit den 1960er Jahren erfolgt jedoch eine sprunghafte Erhöhung, die Bevölkerungszahl hat sich mehr als verdoppelt.
Es gibt 50,1 Prozent männliche und 49,9 Prozent weibliche Einwohner. Sie bilden folgende Altersgruppen (Stand 2009):
- (Männer): 0 bis 14=22,1 %, 15 bis 29=17,2 %, 30 bis 44=20,9 %, 45 bis 59=22,4 %, älter als 60 Jahre=17,4 %
- (Frauen): 0 bis 14=19,4 %, 15 bis 29 =18 %, 30 bis 44=21 %, 45 bis 59=21,7 %, älter als 60 Jahre=20 %

## Wirtschaft
In der Gemeinde bewirtschaften etwa 30 Betriebe insgesamt 2844 Hektar landwirtschaftliche Fläche, auf der Getreide und Gemüse weitestgehend zur Eigenversorgung der Region angebaut werden. Darüber hinaus werden Milchkühe gehalten sowie Rinder und Geflügel zur Fleischerzeugung. Im Agrarsektor arbeiten die meisten Einwohner. Der Tourismus wird seit den späten 1990ern ausgebaut.
Auf der Internetseite von La Ferrière werden rund 70 Handelseinrichtungen, Handwerksbetriebe, Fabriken und Gewerbetreibende genannt.

## Bauwerke
- Katholische Kirche mit Pfarrhaus. Im Südbereich des historischen Angers wurde in den Jahren 1952/53 auf Antrag des Abbé (Abts) Guilloton ein größerer Pfarrsaal errichtet, der sich auch für Theatervorstellungen nutzen ließ, später wurde er zum Kino umfunktioniert («Le Roc»).[1]

- Rathaus, es besteht aus zwei mit einem säulenartigen offenen Vorbau miteinander verbundenen eingeschossigen Gebäuden und liegt im Nordbereich des linsenförmigen, ehemaligen Angers etwas erhöht.

- Kulturzentrum «Marcel Rivière». Es befindet sich an der Rue Nationale westlich am Anger, dem unmittelbar die Bibliothek sowie Ausstellungsräume angeschlossen sind.

- Ruine einer Wasserburg («Plessis Begeret»). Etwa einen Kilometer nordöstlich des Zentrums von La Ferrière steht eine ehemalige Wasserburg, die während der Französischen Revolution Ende des 18. Jahrhunderts verwüstet wurde. Das umgebende Gewässer eignet sich für die Anlage eines Schwimmbades, worum sich ein ortsansässiger Arzt bemüht.[1] Im Jahr 2005 begannen Aktivitäten der Gemeinde zur Renaturierung des Gewässers und der umgebenden Parkflächen.[3]

- Kleingartenanlage «Le Caillou Blanc»
Auf einer Randfläche des Ortes wird seit 2007 in drei Etappen ein privates Refugium errichtet. «Le Caillou Blanc 1» mit 116 Parzellen und komplett ausgestatteten und wassertechnisch sowie elektrisch angeschlossenen Standardhäuschen war im Juli 2009 fertig und wurde den Interessierten übergeben.[4]

## Bildung, Sport, Kultur

### Kinder, Jugendliche und Senioren
- La Ferrière hat 589 Schüler (Stand 2011), die auf vier Schulen mit unterschiedlichem Niveau verteilt sind. Die Gemeinde unterhält dazu einen Schulbus.[5]

- Für außerschulische Betätigung gibt es ein «Maison du Temps Libre» (Freizeithaus), das für die unterschiedlichen Altersgruppen regelmäßige Beschäftigungsmöglichkeiten bietet.[6]

- Die Gemeinde betreibt die Seniorenresidenz «Durand-Robin».[7]

### Sport
Ein relativ weitläufiger Sportkomplex bietet ein breitgefächertes Angebot. Zunächst gibt es zwei Tennisplätze und zwei Fußballplätze sowie einen Inlineskatepark und eine Piste für Cyclocross im Freien. Auf dem Gelände befinden sich des Weiteren eine Mehrzweckhalle für Basketball, Handball und Volleyball, zwei Tischtennissäle, eine Halle für Judo/Aikido sowie ein Raum für Gymnastik und Tanz.

### Veranstaltungen und Kulturelles
- Festival «Pay’ta Tong», ein Musik- und Gesangswettbewerb; wird seit 2003 von der Vereinigung Sneakers organisiert[9]
- Vom 28. Mai bis 5. Juni 2005 gab es ein Kunstfestival zum Thema Eisen, das mit einem Höhenfeuerwerk endete.
- Der Austausch mit Delegationen der deutschen Partnergemeinde wird jährlich im Mai als kulturelles Volksfest veranstaltet. In diesem Zusammenhang wurde von den Wandlitzern ein Stadtgarten angelegt, der «Jardin de Wandlitz».

Es gibt darüber hinaus Musikgruppen, Amateurtheaterschauspieler, einen Klub der Freundschaft und auch einen Joggingclub.
Das Fremdenverkehrsamt von La Roche-sur-Yon organisierte im Juni 2012 unter anderem eine kostenlose „Rallye“ für Radfahrer, Fußgänger und auch für Behinderte, die in vier Stationen mit den Naturschönheiten in der Gemeinde bekannt machte und auch viele Möglichkeiten für Freizeitbetätigung bereithielt.
Man nennt die Gemeinde auch «Ville Fleurie», weil sie im Umweltvergleich „Städte und Dörfer in Blüte“ im Jahr 2007 symbolisch mit zwei Blüten ausgezeichnet wurde.